# Restoration Ruin
Restoration Ruin è un album in studio del pianista statunitense Keith Jarrett, pubblicato nel 1968.

## Tracce
1. Restoration Ruin - 2:20
2. All Right - 2:47
3. For You and Me - 2:40
4. Have a Real Time - 2:51
5. Sioux City Sue New - 2:50
6. You're Fortunate - 2:21
7. Fire and Rain - 2:50
8. Now He Knows Better - 2:58
9. Wonders - 4:02
10. Where Are You Going? - 3:53